# Platja del Belis
La platja del Belis és una platja natural, de la costa del municipi de Sant Pere de Ribes (Garraf), entre els termes de Sitges i Vilanova i la Geltrú, situada dins de l'espai agroforestal dels Colls i Miralpeix, entre la cala del Pati Blau, a llevant, i la punta Llarga, a ponent, que la separa de la platja dels Colls, del terme municipal de Vilanova i la Geltrú. Té una longitud de 75 metres i una amplada mitjana de 6 metres, formada per grava i còdols.
També se l'anomenava platja de l'Aeroplà, perquè a principis del segle XX hi va tenir lloc l'aterratge forçós d'un vetust aeroplà.
Prop de la platja hi ha la Casa del Mar, masia protegida com a bé cultural d'interès local.